# The Verve
The Verve és una banda britànica de Britpop dels anys noranta, originalment formada a Wigan, Anglaterra, el 1989 pel vocalista Richard Ashcroft, el guitarrista Nick McCabe, el baixista Simon Jones i el bateria Peter Salisbury.
Va ser un dels grups britànics més importants de la dècada dels noranta, que va resistir discussions, problemes de salut, addiccions a les drogues i diversos plets judicials. El 1997, després del seu llançament més reeixit, els problemes creatius que van sorgir entre Ashcroft i McCabe van dur-los a separar-se el 1999.

## Història

### (1989–1992) Formació i elVerve EP
The Verve (anomenats originalment només Verve) es va formar a la ciutat de Wigan el 1989. Liderats pel cantant Richard Ashcroft, la banda va començar a tenir un cert renom a principis de 1991 per l'habilitat de captivar audiències amb les seves aptituds i textures musicals. Com que els membres compartien gustos per a The Beatles, Pink Floyd, Funkadelic, el Krautrock i la psicodèlia, van signar per Hut Records i el seu EP de debut, Verve EP es va convertir en un gran èxit, que va impressionar el públic pel treball de guitarra etèria de Nick McCabe i el seu rock espacial psicodèlic. L'àlbum, amb la portada del dissenyador Brian Cannon, va ser publicat la tardor de 1992 i va produir els senzills "All in the Mind", "She's a Superstar" i "Gravity Grave".

### (1993–1994) Primer àlbum
El primer àlbum de llarga durada de la banda, A Storm in Heaven (1993), va ser produït pel productor de Britpop John Leckie, i va ser un èxit de crítica (tot i que el públic no hi va donar suport).
El segon senzill, "Slide Away", va arribar al més alt de les llistes d'indie rock. La banda va tocar al festival de rock alternatiu Lollapalooza, el 1994. La gira va ser desastrosa per al grup, ja que Ashcroft va haver de ser hospitalitzat a causa de la deshidratació que li va causar una sobredosi d'èxtasi i Salisbury va ser arrestat per destrossar una habitació d'hotel a Kansas. Després de la gira, la discogràfica de jazz Verve va demandar la banda per infringir el copyright i va forçar el grup a canviar el nom a The Verve.

### (1995–1996) Gravacions turbulentes i una ruptura
El caos va continuar durant les sessions de gravació del següent àlbum, A Northern Soul. Les sessions van començar bé, McCabe fins i tot va anomenar les tres primeres setmanes de gravació com «les més felices de la seua vida» (en part a causa de la ingesta massiva d'èxtasi). Tot i això, l'abús de drogues i la relació turbulenta entre Ashcroft i McCabe van minar la banda. Richard Ashcroft va descriure posteriorment l'experiència com «quatre mesos intensos, bojos. Realment fora de control. D'una forma genial, però també d'una forma terrible. Com només la bona música, les drogues dolentes i les emocions barrejades poden fer-ho.»
La banda va deixar el so neopsicodèlic d'A Storm in Heaven i es va centrar en un rock alternatiu més convencional. Els senzills This Is Music, On Your Own i History van arribar al top 40 de les llistes britàniques. Els dos últims van ser particularment nous per a la banda, ja que es tractava de balades.
Al voltant d'aquest període, el guitarrista d'Oasis i amic d'Ashcroft, Noel Gallagher, va escriure el tema Cast No Shadow per al turmentat líder de la banda. La cançó (literalment «no fa ombra») es refereix a una broma interna segons la qual Ashcroft estava tan prim que no feia ombra, i es pot trobar a l'àlbum (What's the Story) Morning Glory?. Ashcroft va tornar-li el gest amb la cançó Northern Soul. Les vendes no van ser tan bones com s'esperava i Ashcroft va dissoldre la banda tres mesos després de la publicació de l'àlbum.

### (1997–1998) La fama
Ashcroft va tornar a ajuntar el grup unes poques setmanes després de la dissolució, però McCabe va refusar la invitació. El va substituir Simon Tong (un antic company d'escola a Wigan) com a guitarra solista durant la gira.
Ashcroft, Jones, Salisbury, i Tong van continuar endavant i van començar a escriure cançons per al nou àlbum, i gairebé tot el 1996 va ser dedicat a les sessions de gravació. El 1997, Nick McCabe va tornar a unir-se al grup, sense que Tong se n'anés. Aquest era un moment crucial per a la banda: amb la formació al complet, el grup va passar per un procés de gravació «espiritual» (és a dir, ple de drogues) fins a acabar un dels àlbums clàssics del Britpop, Urban Hymns. Per primera vegada en la seua carrera, The Verve experimentava l'èxit comercial. No només va ser un èxit al Regne Unit, sinó que també ho va ser als EUA i a gran part de la resta del món. El primer senzill, "Bittersweet Symphony", va entrar a les llistes britàniques al número 2, i va arribar fins al 12 als EUA.
La cançó Bittersweet symphony contenia un sample de la versió orquestal de The Last Time, de The Rolling Stones. ABKCO Music, empresa encarregada de protegir els drets d'autor d'aquesta banda, havia alertat The Verve sobre l'ús del sample, però va ser ignorada. Així, van demandar amb èxit la banda pel 100% dels drets de la cançó. A més, van fer que Keith Richards i Mick Jagger aparegueren com a coautors de la cançó i cobraren els drets d'autor. El tema apareixeria més tard a un anunci televisiu de Nike contra la voluntat de The Verve.
Llavors, quan la banda estava de gira, el baixista Simon Jones va perdre el coneixement a l'escenari. Nick McCabe va abandonar la gira sobtadament i va decidir que no podia tolerar la constant vida a la carretera. La banda va continuar amb el guitarrista d'estudi B.J. Cole, però la força que tenien des del seu retorn s'estava esvaint. Després de ser caps de cartell a alguns festivals, la banda va guardar silenci. Van començar a córrer rumors de què se separava definitivament. Finalment, l'abril de 1999 la separació es va fer oficial.

### (2000–2006) Activitats després de la ruptura
Després de la separació final, Simon Jones i Simon Tong van formar un nou grup anomenat The Shining amb l'exguitarrista de The Stone Roses John Squire, un grup que mai va acabar de formar-se. Tong també va substituir Graham Coxon a alguna de les gires de Blur i ha sigut guitarrista addicional per a Gorillaz. Nick McCabe s'ha mantingut allunyat de l'escena musical des de la ruptura excepte un parell de treballs, amb John Martyn i The Music. Peter Salisbury ha treballat amb Richard Ashcroft, a més d'unir-se a la gira britànica 2004 de Black Rebel Motorcycle Club, quan el seu bateria va haver de deixar la banda a causa de l'alcohol i les drogues. A més, té el seu propi grup a Stockport, Anglaterra. Richard Ashcroft ja havia començat treballant el seu àlbum en solitari quan la banda va separar-se, i des de llavors va seguir la seua carrera en solitari.

### Reagrupament (2007–2009)
El 26 de juny de 2007, la BBC va anunciar que la banda es reunificava en la seua formació original. The Verve va anunciar que començarien una gira el novembre de 2007, i publicar un àlbum el 2008. Va declarar: «Ens tornem a ajuntar pel plaer de la música». Després que Richard Ashcroft sabés que el seu amic (i bateria als àlbums en solitari) Peter Salisbury estava en contacte amb l'antic guitarrista de The Verve, Nick McCabe, i que planificava un possible projecte paral·lel, Ashcroft es va sentir impulsat a trucar a McCabe. Va fer les paus amb ell i amb el baixista Simon Jones, i la banda es va reformar. De la formació original, falta Simon Tong (membre de la banda del 96 al 99), que continua treballant amb The Good, the Bad and the Queen i altres projectes.
El primer nou senzill de la banda es diu Love is Noise, que es va sentir per primera vegada a la BBC el 23 de juny de 2008, i va publicar-se el 4 d'agost. El 18 d'agost de 2008 la banda va publicar a tot el món el nou disc, Forth.
En 2009 les diferències entre McCabe i Jones amb Ashcroft van repetir-se, i McCabe, Jones, Rossi (músic de gira de The Verve) i el baterista Mig Schillace van crear una nova banda, The Black Ships, que més tard va canviar el seu nom a Black Submarine.

## Formació

### La banda
- Richard Ashcroft - veu i guitarra (1989-2009)
- Nick McCabe - guitarra (1989-1995)(1997-2009)
- Simon Jones - baix (1989-2009)
- Peter Salisbury - bateria (1989-2009)
- Simon Tong - guitarra, teclats (1995-2009)

### Guitarristes suplents
- Bernard Butler (1997)
- B.J. Cole (1998-1999)

## Discografia
(els números es refereixen al lloc més alt a les llistes de vendes)

### Àlbums d'estudi
1. Verve EP (7 de desembre, 1992)
2. A Storm in Heaven (21 de juny, 1993) #27 Regne Unit
3. A Northern Soul (3 de juliol, 1995) #13 Regne Unit
4. Urban Hymns (29 de setembre, 1997) #1 Regne Unit, #23 EUA
5. Forth (18 d'agost, 2008)

### Recopilacions
- No Come Down (17 de maig, 1994) (recopilatori de cares B)
- This is Music: The Singles 92-98 (1 de novembre, 2004) #15 Regne Unit

### Senzills
- "All in the Mind" (9 de març 1992)
- "She's a Superstar" (22 de juny 1992)
- "Gravity Grave" (5 d'octubre 1992)
- "Blue" (10 de maig 1993) #69 Regne Unit
- "Slide Away (Burn Away)" (20 de setembre 1993) #98 Regne Unit
- "This Is Music" (1 de maig 1995) #35 Regne Unit
- "On Your Own" (12 de juny 1995) #28 Regne Unit
- "History" (18 de setembre 1995) #24 Regne Unit
- "Bitter Sweet Symphony" (16 de juny 1997) #2 Regne Unit
- "The Drugs Don't Work" (1 de setembre 1997) #1 Regne Unit
- "Lucky Man" (24 de novembre 1997) #7 Regne Unit
- "Sonnet" (2 de març 1998)
- "Love is Noise" (4 d'agost 2008)